# Szosznovka (Kirovi terület)
Szosznovka (oroszul: Сосновка) város Oroszország Kirovi területén, a Vjatszkije Poljani-i járásban. 
Lakossága: 11 960 fő (a 2010. évi népszámláláskor).

## Fekvése
A Kirovi terület délkeleti részén, a Vjatka alsó folyásának bal partján fekszik. Folyami kikötő. Vasútállomás a transzszibériai vasútvonal Kazany–Agriz közötti szakaszán.
Neve a környék erdőségeire utal: az orosz szoszna szó jelentése 'erdeifenyő'.

## Története
Írott forrás először 1699-ben említi. A 19. században fűrészmalom és kötélgyártó üzem működött a faluban. Az 1915-ben megnyitott Kazany–Jekatyerinburg vasútvonal és a hajózható Vjatka találkozásánál fekvő településen 1924-ben hajóépítő üzemet alapítottak. A vállalat főként a halászat céljait szolgálta, úszó halfeldolgozó üzemeket, kisebb tengeri uszályokat készített. A világháborútól kezdve elsősorban a haditengerészet számára készített hajókat. Időközben a kis üzem nagy hajógyárrá alakult, ahol 1970-ben bevezették a légpárnás hajók gyártását. A település 1962-ben városi rangot kapott.
Miután az 1990-es évek elején megszüntek az állami hadiipari megrendelések, a vállalat válságba került, 2003-ban csődbe jutott. 2006-ban új tulajdonosa lett, és ismét életre kelt a hajógyártás.